# Tavan Tolgoi
Tavan Tolgoi est un bassin houiller situé dans la province Ömnögovi de Mongolie. Il est composé de plusieurs mines à ciel ouvert. Il est détenu par Erdenes MGL, une entreprise publique mongole.